# Exaerete dentata
Exaerete dentata är en biart som först beskrevs av Linnaeus 1758.  Exaerete dentata ingår i släktet Exaerete, tribus orkidébin, och familjen långtungebin. Inga underarter finns listade.